# Yorkana (Pensilvania)
Yorkana es un borough ubicado en el condado de York en el estado estadounidense de Pensilvania. En el año 2000 tenía una población de 239 habitantes y una densidad poblacional de 504.6 personas por km².

## Geografía
Yorkana se encuentra ubicado en las coordenadas 39°58′28″N 76°35′06″O / 39.97444, -76.58500.

## Demografía
Según la Oficina del Censo en 2000 los ingresos medios por hogar en la localidad eran de $45,278 y los ingresos medios por familia eran $43,125. Los hombres tenían unos ingresos medios de $38,333 frente a los $19,688 para las mujeres. La renta per cápita para la localidad era de $16,599. Alrededor del 2.1% de la población estaba por debajo del umbral de pobreza.